# Ont blod (TV-serie)
Ont blod (originaltitel: Unforgiven) är en brittisk thrillerserie från 2009 i tre delar. Serien handlar om Ruth (spelad av Suranne Jones), som kallblodigt mördar poliser under sina tonår. När hon som vuxen kvinna avtjänat sitt straff och släpps från fängelset som fri kvinna, finns det många som väntar på att få hämnas på henne.
Ont blod har visats i SVT1.